# Wincenty z Kielczy

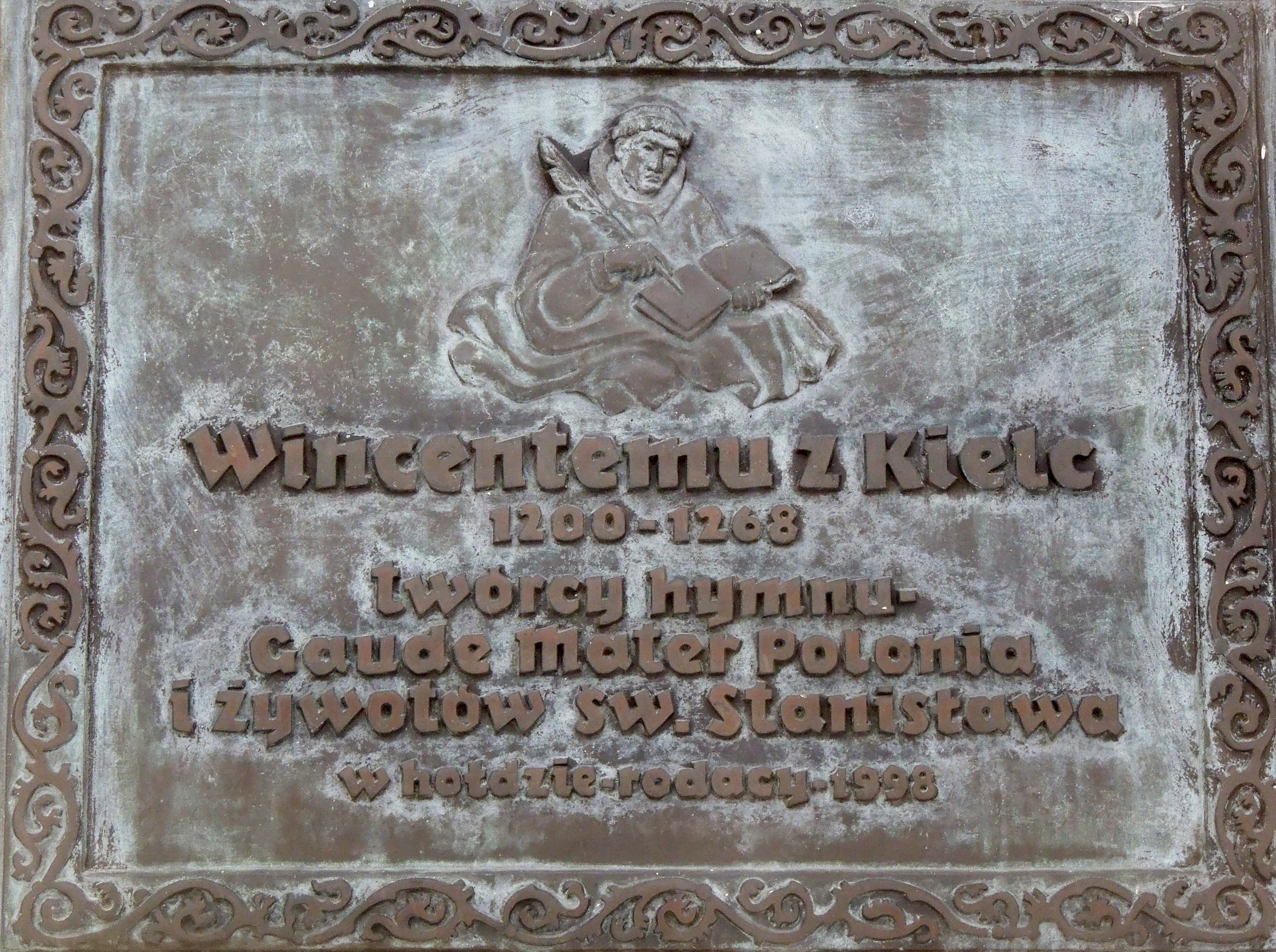
Wincenty z Kielczy

Wincenty z Kielczy o Vicent de Kielce (aprox. 1200 - † després del 1262) fou un escriptor, poeta i compositor dominic de Polònia. És el primer compositor de música polonès de qui es té notícia. Tota la seva obra està escrita en llatí. Pertanyé a l'Orde de Predicadors i fou canonge a Cracòvia. És famós per haver compost el popular himne Gaude Mater Polonia, un cant de caràcter gregorià amb un important contingut patriòtic.

## Biografia
Va néixer a Silèsia, però hi ha controvèrsia sobre la seva ciutat natal. Alguns historiadors, basant-se en la historiografia antiga, sostenen que el seu lloc d'origen és Kielce, i d'altres s'inclinen a pensar que fou a la ciutat de Kielcza, prop d'Orosco, a la província d'Odrowaz. Els historiadors moderns tendeixen a assumir com a certa la segona opció.
Cap a l'any 1222 es convertí en capellà del bisbe de Cracòvia Iwo Odrowaz i el 1257 canonge de la catedral de Cracòvia. Escrigué dues biografies de Stanislaw Szczepanowski titulades Vita minor i Vita maior, contribuint activament a la seva canonització, que finalment es produí el 1253. Vita minor estava dirigida principalment a promoure aquesta canonització, però Vita maior fou escrita diversos anys després, posant-hi en relleu la importància de Sant Estanislau a la història de Polònia en aspectes tant polítics com ideològics.